# Белая эмиграция в Югославии
Белая эмиграция в Югославии — российские эмигранты, осевшие после Гражданской войны в России в Королевстве Югославия (до 1929 года Королевство Сербов, Хорватов и Словенцев). В межвоенный период Югославия была одним из центров Белой эмиграции; с 1921 года до 1944 года в Сербии находился административный центр Русской Зарубежной Церкви.

## Эмиграция и переселение на Балканы

### Ситуация до массового переселения
Эвакуация из Крыма явилась последним и наиболее массовым исходом населения с Юга России. Она завершила почти двухлетний организованный процесс эмиграции из России значительного числа людей. В ходе трёх крупных волн переселения и сложилась русская группа эмигрантов на Балканах, значительную часть которой составило казачество. Этот процесс начался в апреле 1919 года после поражения и отступления войск французских интервентов, которые вместе с антибольшевистскими русскими армиями сражались против большевиков во время Гражданской войны. Вторая волна эмигрантов появилась на Балканах менее года спустя, в течение января-марта 1920 года, после поражения Вооружённых сил Юга России под командованием А. И. Деникина. Третья волна миграции последовала после поражения Русской армии барона П. Н. Врангеля и эвакуации крымских портов в ноябре 1920 года. Все остальные движения беженцев на Балканах представляли собой только внутренние миграции. Однако, и после этого времени мелкие группы русских эмигрантов попадали в балканские страны, но уже нельзя отнести к организованным массовым волнам .
И до весны 1919 года на территории Балканского полуострова проживали граждане России. В их числе можно назвать:
- Военнослужащих Русской императорской армии. Среди них было и немало казаков.
- Бывших дипломатов Российской империи. Именно на их плечи легла тяжесть защиты интересов беженцев перед правительствами балканских стран.
- Русских солдат, воевавших на Салоникском и Румынском фронтах.
- Единичных беженцев, покинувших Россию после событий октября 1917 года.

Точная численность представителей всех четырёх групп неизвестна. Большинство из них после Гражданской войны вернулось на родину, часть переселилась в другие европейские страны. В 1918 году на территории Королевства СХС их было примерно 4000-5000 человек. Однако потом жить в королевстве осталась только небольшая их часть, поэтому говорить об образовании в этой стране полноценной русской диаспоры не приходится. Этому было несколько причин. Во-первых, многие бывшие военнопленные после окончания Первой мировой войны вернулись в Россию. Во-вторых, после революции и Гражданской войны те, кто решил эмигрировать из России, предпочитали оседать в более стабильных, богатых и экономически развитых странах Европы и США. Образованное же в декабре 1918 года Королевство Сербов, Хорватов и Словенцев не имело высокого уровня жизни, и эмигранты покидали его в поисках лучшей жизни в Западной Европе и Северной Америке.

### Первая волна переселенцев
Массовое переселение из России началось ещё до эвакуации армии Врангеля. Первая крупная группа беженцев численностью от 15 до 20 тысяч человек покинула Россию в период эвакуации Одессы в апреле 1919 года. Причиной этого стал провал французской интервенции на юге, начавшейся 19 декабря 1918 года. Гражданских и военных лиц, которые не хотели оставаться в Одессе, французское командование эвакуировало по трем направлениям: в Новороссийск к Деникину, в порт Констанцу (Румыния) и в Константинополь.
В Константинополь прибыло несколько тысяч человек.
Часть из отправленных на Балканы осенью 1919 года переселилась в Королевство СХС и Болгарию (1600 и 1000 человек соответственно). По мнению сербского исследователя Мирослава Йовановича, эту группу переселенцев характеризовало высокое миграционное движение. В начале 1920-х годов из них только несколько сотен оставались на Балканах.

### Вторая волна переселенцев
7 февраля 1920 года началась эвакуация добровольческой армии Деникина. Её части были эвакуированы как из Новороссийска, так и из других городов, в том числе из Одессы. В январе 1920 года правительства Королевства СХС и Болгарии дали согласие на размещение у себя беженцев с юга России. 24 января белградское правительство постановило принять 8 тысяч беженцев. 9 февраля аналогичное решение приняли власти Болгарии. Королевство СХС учредило специальный Государственный комитет, а в Болгарии был создан Русско-болгарский культурно-благотворительный комитет, который возглавил митрополит Стефан.
Переброска людей началась сразу же после принятия политических решений. В январе через порт Варну в Болгарию было эвакуировано 25 000 человек, среди них и воспитанники Донского кадетского корпуса. Первые группы из этой переселенческой волны появились в Югославии в конце января. Они перебрасывались через греческий порт Салоники, а затем поездами через Гевгели.
Также беженцев направляли в Константинополь и на острова Средиземноморья — Лемнос, Кипр, Принцевы острова. Группа беженцев численностью в 6 000 человек была размещена в британских военных лагерях в Египте.
Следующим этапом спасения армии Деникина стала эвакуация Новороссийска 26-27 марта 1920 года. Как и в предыдущие два месяца, беженцев эвакуировали в тех же направлениях: в Югославию, Болгарию и в Константинополь, часть людей разместили на островах Средиземноморья и в Египте. При этом основную часть войск переправили в Крым для пополнения сил Врангеля. Из этой волны вплоть до лета 1920 года в Югославию переправилось от 7 000 до 8 000 человек.

### Эвакуация Крыма
Следующей и во многом завершающей волной переселения стала эвакуация армии Врангеля из Крыма. В ноябре 1920 года на Босфоре сосредоточилось 126 судов, на которых находилось около 100 тысяч военных чинов и 50 тысяч гражданского населения, в том числе 20 тысяч женщин и 7 тысяч детей. Из Крыма было эвакуировано более 6 тысяч раненых.
Согласно договору Главнокомандующего с верховным комиссаром Франции на Юге России графом де Мартелем все лица, эвакуированные из Крыма, поступали под покровительство Французской республики. Взамен правительство Франции брало в залог русский тоннаж. Из числа эвакуированных около шестидесяти тысяч были чины Русской армии, которые были определены в особые лагеря с сохранением военной организации и с оставлением и сохранением части оружия.
По прибытии в оккупированный тогда войсками Антанты Константинополь барон Врангель поставил перед собой следующие задачи: обеспечить всех покинувших Крым людей кровом и пищей, оказать им медицинскую помощь, сохранить боеспособность Русской армии и в дальнейшем перевести её в дружественные славянские страны.
Основной воинский контингент был определён в четырёх лагерях: в Галлиполи под начальством генерала от инфантерии Кутепова, в Чаталджи под начальством генерал-лейтенанта Абрамова, на острове Лемнос под начальством генерал-лейтенанта Фостикова и в Бизерте под начальством вице-адмирала Кедрова, куда были направлены Русская эскадра и морской кадетский корпус.

## Положение и правовой статус эмигрантов
Королевство СХС имело особый взгляд на статус прибывших в страну белых эмигрантов. Первые русские граждане, появившиеся в стране в 1919 году получили официальное название «русские беженцы», таким образом определив их юридический статус. Русские эмигранты были прямо защищены сербским законодательством, что отличало их положение от статуса других иностранцев. В других балканских государствах русские, наоборот, находились в том положении, как и все остальные иностранные граждане. Исключением был только Константинополь, где особое положение беженцев было обусловлено тем, что город находился под управлением Антанты.
Большое число беженцев, оказавшихся в конце 1920 года на Балканах и крайне напряжённая политическая и тяжёлая экономическая ситуация практически во всех балканских государствах решающим образом повлияли на решение местных властей строго контролировать миграционные процессы и визовый режим на границах государств. В Югославии это была единственная причина недовольства российских эмигрантов. Именно попытки правительств балканских государств ограничить право эмигрантов на въезд и выезд из страны в значительной степени отличали юридический статус беженцев на Балканах по сравнению с положением в других европейских странах. В то же время они были двольно либеральны в вопросах получения русскими эмигрантами права на трудовую деятельность и трудоустройство.
По воспоминаниям протоиерея Феодора Шевцова: «в странах Европы, в частности в Сербии, было гораздо легче устроиться на хорошую должность и работу, имея гражданство данной страны, но очень многие из русских беженцев, гордясь своим российским гражданством, из чувства патриотизма не принимали гражданства страны, в которой они поселились. Поскольку прежней России как государства уже не было, а гражданами СССР эти люди ни за что бы не согласились быть, официально они считались „бесподданными“».
В декабре 1921 года специальным указом было объявлено, что все, кто покинул Россию без разрешения советской власти после 7 ноября 1917 года или вел вооруженную борьбу против неё, лишались гражданства.